# Первомайское сельское поселение (Ленинградская область)

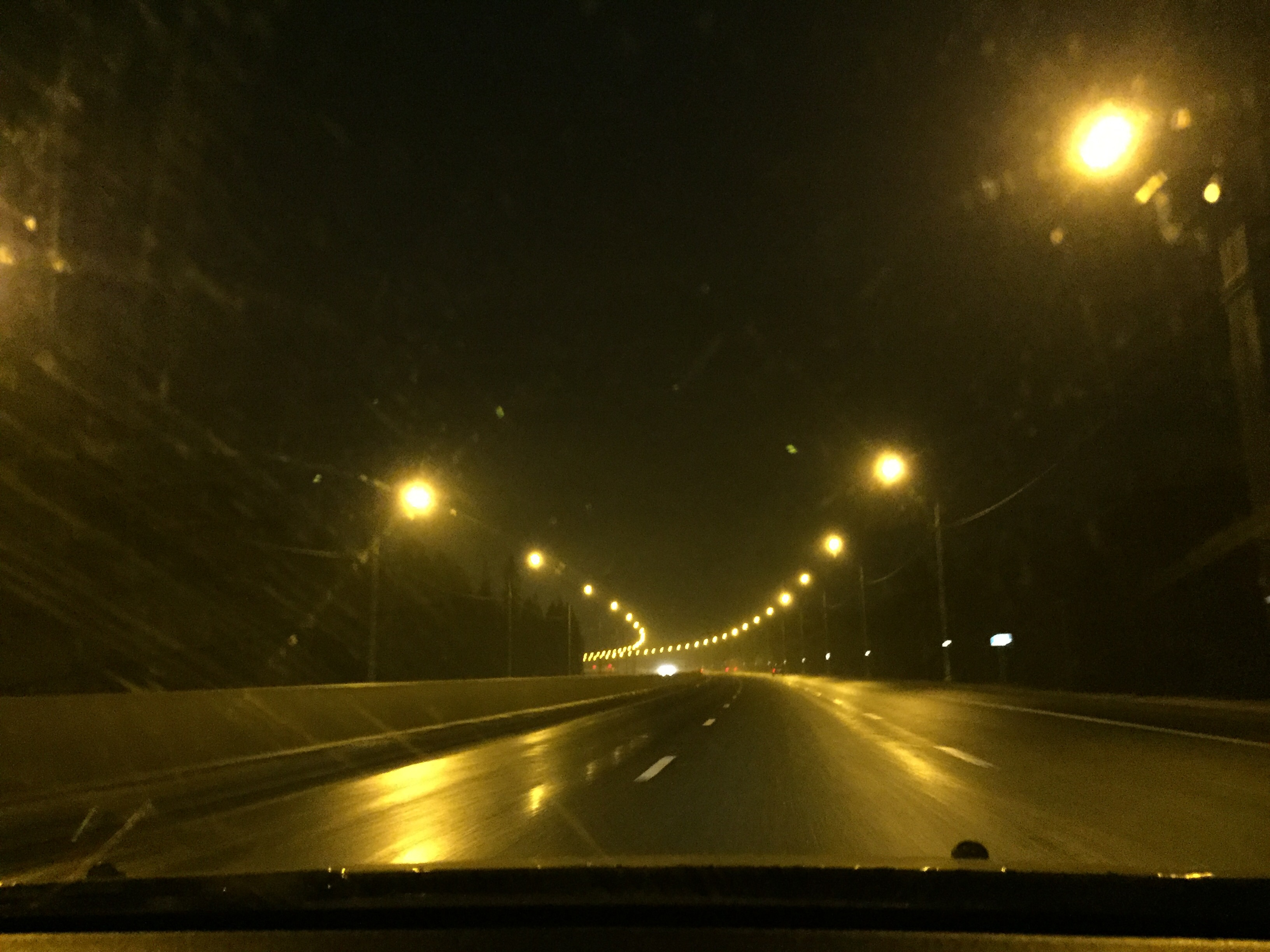
Автодорога «Скандинавия»

Первома́йское се́льское поселе́ние — муниципальное образование в составе Выборгского района Ленинградской области. Административный центр — посёлок Первомайское.

## Герб и флаг
Геральдическое описание герба:
«В серебряном поле с червленой (красной) стенозубчатой мурованной серебром о трех видимых зубцах и двумя просветами, пониженной оконечностью, поющий петух, сидящий на среднем зубце стены, держащий в лапе ключ в столб двухсторонней бородкой с крестообразными сквозными прорезями — вниз, с ушком наподобие квадратного ромба с шарами на свободных концах и сквозным отверстием в виде четырехлистника. Все фигуры — червленые (красные)».
При разработке современного герба МО «Первомайское сельское поселение» взяты за основу элементы герба финской общины Кивеннапа — ключ и крепостная стена.
Эмблема ключа — символ власти и могущества. Исторически эмблема ключей вносилась и вносится в гербы почти всех городов, крепостей, и ключевых в стратегическом отношении населенных пунктов.
Петух в геральдике — символ бдительности и отваги, вестник дня. Древнейшая эмблема рассвета, бдительности, призыва к возрождению.
Червленый (красный цвет) цвет олицетворяет название поселка Первомайское. В геральдике — цвет, символизирующий мужество, смелость, любовь, великодушие, храбрость, неустрашимость.
Серебро — чистота помыслов, правдивость, невинность, благородство, откровенность, непорочность, надежда.
Флаг поселения представляет собой прямоугольное полотнище с отношением ширины флага к длине 2 : 3, на котором воспроизводится герб поселения в красном и белом цветах.

## География
Поселение расположено в юго-восточной части района.
Расстояние от административного центра поселения до районного центра — 80 км.
По территории поселения проходят автомобильные дороги:
- А180 (Парголово — Огоньки)
- А181 (часть E 18) «Скандинавия» (Санкт-Петербург — Выборг — граница с Финляндией)
- 41К-181 (Огоньки — Стрельцово — Толоконниково)
- 41А-025 (Ушково — ур. Гравийное)
- 41А-085 «Магистральная»
- 41К-087 (Репино — Симагино)
- 41К-096 (подъезд к Дому-музею В. И. Ленина)
- 41К-097 (подъезд к г. Зеленогорску)
- 41К-457 (подъезд к а/д «Магистральная» № 9011)

## История
16 ноября 1940 в составе Каннельярвского района был образован Кивенапский сельсовет.
1 октября 1948 после переименования посёлка Кивенапа в Первомайское сельсовет был переименован в Первомайский. 1 февраля 1963 года Рощинский район был ликвидирован, а Первомайский сельсовет вошёл в состав Выборгского района.
18 января 1994 года постановлением главы администрации Ленинградской области № 10 «Об изменениях административно-территориального устройства районов Ленинградской области» Первомайский сельсовет, также как и все другие сельсоветы области, преобразован в Первомайскую волость.
1 января 2006 года в соответствии с областным законом № 17-оз от 10 марта 2004 года «Об установлении границ и наделении соответствующим статусом муниципальных образований Всеволожский район и Выборгский район и муниципальных образований в их составе» образовано Первомайское сельское поселение. В его состав вошли территории бывших Ленинской и Первомайской волостей.

## Население
| 2006    | 2010    | 2011  | 2012  | 2013  | 2014  | 2015  |
| ------- | ------- | ----- | ----- | ----- | ----- | ----- |
| 8400    | ↗8628   | ↗8634 | ↗8740 | ↗8943 | ↗9131 | ↗9311 |
| 2016    | 2017    | 2018  | 2019  | 2020  | 2021  | 2023  |
| ↗9375   | ↗9485   | ↗9536 | ↗9653 | ↗9934 | ↘9796 | ↗9935 |
| 2024    | 2025    |       |       |       |       |       |
| ↗10 063 | ↗10 340 |       |       |       |       |       |

## Состав сельского поселения
В состав поселения входят 15 населённых пунктов — 1 деревня и 14 посёлков:
| №  | Населённый пункт | Тип населённого пункта          | Население    |
| -- | ---------------- | ------------------------------- | ------------ |
| 1  | Горки            | посёлок                         | ↗6 (2021)    |
| 2  | Ильичёво         | посёлок                         | ↗1564 (2021) |
| 3  | Кировское        | посёлок                         | ↗12 (2021)   |
| 4  | Краснознаменка   | посёлок                         | ↗91 (2021)   |
| 5  | Ленинское        | посёлок                         | ↗2073 (2021) |
| 6  | Майнило          | посёлок                         | ↗29 (2021)   |
| 7  | Огоньки          | посёлок                         | ↗37 (2021)   |
| 8  | Озерки           | посёлок                         | ↗18 (2021)   |
| 9  | Ольшаники        | посёлок                         | ↗367 (2021)  |
| 10 | Первомайское     | посёлок, административный центр | ↗5092 (2021) |
| 11 | Подгорное        | посёлок                         | ↘187 (2021)  |
| 12 | Решетниково      | деревня                         | ↗149 (2021)  |
| 13 | Симагино         | посёлок                         | ↗144 (2021)  |
| 14 | Чайка            | посёлок                         | ↗21 (2021)   |
| 15 | Чернявское       | посёлок                         | ↗6 (2021)    |

## Экономика
Основная часть населения работает в Санкт-Петербурге и ближайших посёлках. Первомайское поселение располагает развитой сетью предприятий торговли и обслуживания, на его земле работает 45 магазинов, 7 кафе, 3 парикмахерских, ресторан, гостиница, ателье. Жилищно-коммунальное хозяйство обслуживают предприятия: ОАО «Первомайское КП», ООО «Ольшаники», ГУПТЭК, ККП — 307.

## Адреса и телефоны
- Администрация МО, приёмная главы администрации: Ленинградская обл., Выборгский р-н, Первомайское пос., Ленина ул., д. 22, т. +7(81378) 68-751
- Ведущий специалист по социальным вопросам, нотариат: Ленинградская обл., Выборгский р-н, Ленинское пос., Советская ул., д. 3, т. +7(812) 343-61-92